# Elecciones al Congreso de los Diputados de noviembre de 2019 (Ciudad Real)
Las elecciones al Congreso de los Diputados de 2019 se celebraron en la provincia de Ciudad Real el domingo 10 de noviembre, como parte de las elecciones generales convocadas por Real Decreto dispuesto el 4 de marzo de 2019 y publicado en el Boletín Oficial del Estado el día siguiente. Se eligieron los 5 diputados del Congreso correspondientes a la circunscripción electoral de Ciudad Real, mediante un sistema proporcional (método d'Hondt) con listas cerradas y un umbral electoral del 10%.

## Resultados
Los comicios depararon 2 escaños al Partido Socialista Obrero Español, 2 alPartido Popular, y 1 a Vox
| Candidatura                                          | Candidatura                                          | Votos   | %                                       | Escaños                                 |
| ---------------------------------------------------- | ---------------------------------------------------- | ------- | --------------------------------------- | --------------------------------------- |
|                                                      | Partido Socialista Obrero Español (PSOE)             | 92 046  | 34,57                                   | 2                                       |
|                                                      | Partido Popular (PP)                                 | 74 835  | 28,11                                   | 2                                       |
|                                                      | Vox (Vox)                                            | 56 050  | 21,05                                   | 1                                       |
| Unidas Podemos (Podemos-IU-Equo)                     | Unidas Podemos (Podemos-IU-Equo)                     | 22 250  | 8,36                                    | 0                                       |
| Ciudadanos                                           | Ciudadanos                                           | 18 337  | 6,89                                    | 0                                       |
| Partido Animalista Contra el Maltrato Animal (PACMA) | Partido Animalista Contra el Maltrato Animal (PACMA) | 1788    | 0,67                                    | 0                                       |
| Por un Mundo Más Justo (PUM+J)                       | Por un Mundo Más Justo (PUM+J)                       | 484     | 0,18                                    | 0                                       |
| Recortes Cero-Grupo Verde (R0-GV)                    | Recortes Cero-Grupo Verde (R0-GV)                    | 447     | 0,17                                    | 0                                       |
| Votos válidos                                        | Votos válidos                                        | 266 237 | 100,00                                  | 5                                       |
| Votos nulos                                          | Votos nulos                                          | 3876    | Participación: · \| \| 68,84 % \| 7,43% | Participación: · \| \| 68,84 % \| 7,43% |
| Votantes                                             | Votantes                                             | 272 470 | Participación: · \| \| 68,84 % \| 7,43% | Participación: · \| \| 68,84 % \| 7,43% |
| Electores                                            | Electores                                            | 395 786 | Participación: · \| \| 68,84 % \| 7,43% | Participación: · \| \| 68,84 % \| 7,43% |
|                                                      | 68,84 %                                              |         |                                         |                                         |

## Diputados electos
Relación de diputados electos:
| N.º | Nombre                          | Lista | Lista |
| --- | ------------------------------- | ----- | ----- |
| 1   | Miguel Ángel González Caballero |       | PSOE  |
| 2   | Rosa María Romero Sánchez       |       | PP    |
| 3   | Ricardo Chamorro Delmo          |       | Vox   |
| 4   | Cristina López Zamora           |       | PSOE  |
| 5   | Juan Antonio Callejas Cano      |       | PP    |